# Sumata
Sumata (japonsky: 素股, doslova: „nahý rozkrok“) je japonský výraz pro nepenetrativní sexuální praktiku velmi populární v japonských nevěstincích. Při této praktice se penis tře o ruce, stehna, či velké stydké pysky. Cílem je vyvolat ejakulaci bez vaginálního styku. Touto praktikou navíc nedochází k porušování antiprostitučním zákonem daného omezení pohlavního styku za úplatu.